# Liste der Kulturdenkmale in Bad Tennstedt
Die Liste der Kulturdenkmale in Bad Tennstedt umfasst die als Ensembles, Straßenzüge und Einzeldenkmale erfassten Kulturdenkmale in der thüringischen Stadt Bad Tennstedt.
Die Angaben in der Liste ersetzen nicht die rechtsverbindliche Auskunft der zuständigen Denkmalschutzbehörde.

## Legende
- Bild: zeigt ein Bild des Kulturdenkmals und gegebenenfalls einen Link zu weiteren Fotos des Kulturdenkmals im Medienarchiv Wikimedia Commons
- Bezeichnung: Name, Bezeichnung oder die Art des Kulturdenkmals
- Lage: Wenn vorhanden Straßenname und Hausnummer des Kulturdenkmals; Grundsortierung der Liste erfolgt nach dieser Adresse. Der Link Karte führt zu verschiedenen Kartendarstellungen und nennt die Koordinaten des Kulturdenkmals.
 Kartenansicht, um Koordinaten zu setzen – in dieser Kartenansicht sind Kulturdenkmale ohne Koordinaten mit einem roten bzw. orangen Marker dargestellt und können in der Karte gesetzt werden. Kulturdenkmale ohne Bild sind mit einem blauen bzw. roten Marker gekennzeichnet, Kulturdenkmale mit Bild mit einem grünen bzw. orangen Marker.
- Datierung: gibt das Jahr der Fertigstellung beziehungsweise das Datum der Erstnennung oder den Zeitraum der Errichtung an
- Beschreibung: bauliche und geschichtliche Einzelheiten des Kulturdenkmals, vorzugsweise die Denkmaleigenschaften
- ID: Die ID identifiziert das Kulturdenkmal eindeutig. In Thüringen sind aktuell keine IDs veröffentlicht. In der ID-Spalte kann sich auch folgendes Icon  befinden, dies führt zu Angaben zu diesem Kulturdenkmal bei Wikidata.

## Stadtbefestigung
| Bild                           | Bezeichnung      | Lage | Datierung | Beschreibung | ID |
| ------------------------------ | ---------------- | --- | --------- | --- | -- |
| weitere Bilder Fotos hochladen | Stadtbefestigung | Am Osthöfer Tor 2–7; Am Schulberg 3, 4; Amtsgasse 9; Bahnhofstraße 4; Bergstraße 18a; Brauereistraße 2–11; Brückenstraße 9, 21, 25, 28, 29; Darrgasse 24; Goetheweg 1, 11, 13, 19, 21, 23, 25; Gothaer Straße 2; Herrenstraße 20, 24, 31, 38, 40, 44; Kurstraße 1–8; Langensalzaer Straße 6, 8, 11–16, 18, 20; Promenade 1; Schulberg 5–11; Schützenplatz 1, 5; Schwalbengasse 1; Steinweg 8, 10; Töpfergasse 20, 24; Turmstraße 16, 18, 20, 22, 24 (Karte) |           | 1448 bis 1489 erbaut, 1618 bis 1648 mehrfach zerstört, 2020 umfassend saniert |    |
| Fotos hochladen                | Pulverturm       | (Karte) |           | 6 bis 6,50 m Durchmesser, 13 m hoch, 1455 erbaut als Kleinstburg (Warte), 1734 bis 1736 Umbau zum Gefängnisturm                                                                                        |    |
| Fotos hochladen                | Fronveste        | (Karte) |           | 18,50 m hoher Turm mit rechteckigem Grundriss, 1465 auf einem künstlich aufgeschütteten Hügel als viergeschossiger Wohnturm mit beheizbarer Kemenate erbaut, später zur Verteidigung der Stadt genutzt |    |
| weitere Bilder Fotos hochladen | Ketzerturm       | (Karte) |           | 19 m hoch, Rundturm mit auskragender Plattform, 1470 als erster der drei großen Verteidigungstürme der Stadt gebaut,                                                                                   |    |
| weitere Bilder Fotos hochladen | Osthöfer Tor     | (Karte) |           | 18,40 m hoch, 1448 als Torhaus und erstes Bauwerk der Stadtmauer erbaut, 1579 Umbau als achteckiger Turm                                                                                               |    |

## Ensemble
| Bild | Bezeichnung       | Lage | Datierung | Beschreibung | ID |
| --- | ----------------- | --- | --------- | ------------ | -- |
| [[Vorlage:Bilderwunsch/code!/O:!/C:51.153906,10.835706!/D:Amtsgasse 1, 2, 4–6, 8, 9, 13; Am Osterhöfer Tor 8; Bergstraße 18; Brauereistraße 3, 3a, 4; Brückenstraße 1–29; Darrgasse 1–3, 6–14, 16, 18, 20, 22, 24; Goetheweg 1, 11, 13, 19, 21, 23, 25; Goldene Ringsgasse 1–10, 12, 14, 16, 18, 20, 22; Große Kirchgasse 1–12, 14, 16, 18, 20, 22; Herrenstraße 1–34, 36, 38, 40, 42, 44; Kleine Kirchgasse 1–18; Kurstraße 1, 1a, 3, 5; Langensalzaer Straße 1–15; Markt 1–44; Marktstraße 1–11, 13, 15; Promenade 1; Rähmen 1, 2, 4, 6, 8; Schulberg 1–11; Schwalbengasse 1–5; Stätte 1–8; Steinweg 2, 4–27, 29; Töpfergasse 1–12, 14, 16, 18, 20, 22, 24; Turmstraße 1–27, 29, 33, 35, Ensemble Altstadt!/\|BW]] | Ensemble Altstadt | Amtsgasse 1, 2, 4–6, 8, 9, 13; Am Osterhöfer Tor 8; Bergstraße 18; Brauereistraße 3, 3a, 4; Brückenstraße 1–29; Darrgasse 1–3, 6–14, 16, 18, 20, 22, 24; Goetheweg 1, 11, 13, 19, 21, 23, 25; Goldene Ringsgasse 1–10, 12, 14, 16, 18, 20, 22; Große Kirchgasse 1–12, 14, 16, 18, 20, 22; Herrenstraße 1–34, 36, 38, 40, 42, 44; Kleine Kirchgasse 1–18; Kurstraße 1, 1a, 3, 5; Langensalzaer Straße 1–15; Markt 1–44; Marktstraße 1–11, 13, 15; Promenade 1; Rähmen 1, 2, 4, 6, 8; Schulberg 1–11; Schwalbengasse 1–5; Stätte 1–8; Steinweg 2, 4–27, 29; Töpfergasse 1–12, 14, 16, 18, 20, 22, 24; Turmstraße 1–27, 29, 33, 35 (Karte) |           |              |    |

## Einzeldenkmäler
| Bild                           | Bezeichnung                                          | Lage                         | Datierung | Beschreibung    | ID |
| ------------------------------ | ---------------------------------------------------- | ---------------------------- | --------- | --------------- | -- |
| Fotos hochladen                | Evangelische Gottesackerkirche St. Nicolai           | Bahnhofstraße 2 (Karte)      |           | mit Ausstattung |    |
| BW                             | Kirchhof mit Einfriedung                             | Bahnhofstraße 2 (Karte)      |           |                 |    |
| weitere Bilder Fotos hochladen | Katholische Kirche Hl. Geist, ehemals Hospitalkirche | Bahnhofstraße 12 (Karte)     |           | mit Ausstattung |    |
| BW                             | Kirchhof mit Einfriedung                             | Bahnhofstraße 12 (Karte)     |           |                 |    |
| BW                             | Ehemaliges Hospitalsgebäude                          | Bahnhofstraße 14 (Karte)     |           |                 |    |
| BW                             | Amtsgerichtsgebäude                                  | Bahnhofstraße 59 (Karte)     |           |                 |    |
| BW                             | Wohnhaus                                             | Bahnhofstraße 63 (Karte)     |           |                 |    |
| BW                             | Wohnhaus                                             | Bergstraße 18 (Karte)        |           |                 |    |
| BW                             | Wohnhaus                                             | Brückenstraße 1 (Karte)      |           |                 |    |
| BW                             | Wohnhaus                                             | Brückenstraße 5 (Karte)      |           |                 |    |
| BW                             | Evangelisches Vereinshaus                            | Brückenstraße 9 (Karte)      |           |                 |    |
| BW                             | Wohnhaus                                             | Brückenstraße 11 (Karte)     |           |                 |    |
| BW                             | Hofanlage                                            | Gothaer Straße 2 (Karte)     |           |                 |    |
| BW                             | Wohnhaus                                             | Große Kirchgasse 7 (Karte)   |           |                 |    |
| BW                             | Wohnhaus                                             | Große Kirchgasse 9 (Karte)   |           |                 |    |
| BW                             | Pfarrhof                                             | Kleine Kirchgasse 17 (Karte) |           |                 |    |
| BW                             | Wohnhaus                                             | Kurstraße 7 (Karte)          |           |                 |    |
| BW                             | Nebengebäude                                         | Kurstraße 7 (Karte)          |           |                 |    |
| BW                             | Wohnhaus                                             | Kurstraße 8 (Karte)          |           |                 |    |
| BW                             | Rathaus                                              | Markt 1 (Karte)              |           |                 |    |
| BW                             | Wohn- und Geschäftshaus                              | Markt 2 (Karte)              |           |                 |    |
| BW                             | Wohnhaus                                             | Markt 3 (Karte)              |           |                 |    |
| BW                             | Wohnhaus                                             | Markt 4 (Karte)              |           |                 |    |
| BW                             | Wohnhaus                                             | Markt 6 (Karte)              |           |                 |    |
| BW                             | Amtshaus, sogeanntes Novalishaus                     | Markt 7 (Karte)              |           |                 |    |
| BW                             | Gebäudefragment                                      | Markt 15 (Karte)             |           |                 |    |
| BW                             | Wohn- und Geschäftshaus                              | Markt 21 (Karte)             |           |                 |    |
| BW                             | Hofanlage                                            | Markt 23 (Karte)             |           |                 |    |
| BW                             | Wohnhaus                                             | Markt 38 (Karte)             |           |                 |    |
| BW                             | Wohnhaus                                             | Markt 41 (Karte)             |           |                 |    |
| BW                             | Wohnhaus                                             | Rähmen 1 (Karte)             |           |                 |    |
| BW                             | Feuerwehrgerätehaus und Feuerwehrschlauchturm        | Rähmen 4 (Karte)             |           |                 |    |
| BW                             | Wohnhaus                                             | Rähmen 6 (Karte)             |           |                 |    |
| weitere Bilder Fotos hochladen | Evangelische Kirche St. Trinitatis                   | Schulberg 1 (Karte)          |           | mit Ausstattung |    |
| BW                             | Kirchhof                                             | Schulberg 1 (Karte)          |           |                 |    |
| BW                             | Schule                                               | Schulberg 3, 4 (Karte)       |           |                 |    |
| BW                             | Wohnhaus                                             | Schwalbengasse 2 (Karte)     |           |                 |    |
| BW                             | Hofanlage                                            | Schwemmtümpel 4 (Karte)      |           |                 |    |
| BW                             | Wohnhaus                                             | Steinweg 2 (Karte)           |           |                 |    |
| BW                             | Wirtschaftsgebäude                                   | Steinweg 2 (Karte)           |           |                 |    |
| BW                             | Wohnhaus                                             | Steinweg 10 (Karte)          |           |                 |    |
| BW                             | Wohn- und Geschäftshaus                              | Steinweg 11 (Karte)          |           |                 |    |
| BW                             | Hofanlage                                            | Steinweg 16 (Karte)          |           |                 |    |
| BW                             | Wohnhaus                                             | Steinweg 23 (Karte)          |           |                 |    |
| BW                             | Wohnhaus                                             | Steinweg 24 (Karte)          |           |                 |    |